# Orygma luctuosum
Orygma luctuosum är en tvåvingeart som beskrevs av Johann Wilhelm Meigen 1830. Orygma luctuosum ingår i släktet Orygma och familjen svängflugor. Arten är reproducerande i Sverige. Inga underarter finns listade i Catalogue of Life.